# Dona Maria
Dona Maria é uma localidade portuguesa da freguesia de Almargem do Bispo, município de Sintra.

## História
Dona Maria era rainha de Inglaterra, casou com D. Henrique de Meirelles, desse casamento teve 8 filhos: Ana, Vitória, Diego, Henrique, Beatriz, João, Otávio e Erminda. Em 1476 morreu o seu marido D. Henrique, passados 5 anos de luto, dor e sofrimento, D. Maria voltou a casar desta vez com Armando um príncipe jovem e dono de um grande reino. D. Maria ficou muito malvista pois tinha casado com um homem muito novo (que tinha idade para ser filho de D. Maria). O príncipe Otávio ao saber do relacionamento de sua mãe com o jovem príncipe mandou matá-lo devido aos rumores que havia entre o casal.

## Tradição

### Centro de Recreio Popular e Cultura Musical de D. Maria
O Centro de Recreio Popular e Cultura Musical de D. Maria foi fundado em Outubro de 1935 por vontade de alguns naturais que aqui residiam, um dos quais disponibilizou o seu edifício para instalação da sede, a qual ainda hoje existe. Esta realização teve também a colaboração de inúmeros veraneantes que, então, procuravam este lugar de D. Maria, vindos principalmente de Lisboa, para usufruírem da boa hospitalidade dos seus naturais, bem como do ar puro, sem poluição, da água límpida e dos seus usos e costumes essencialmente rurais.
Então, esses veraneantes, na época das suas férias e para preencherem os seus tempos livres, resolveram constituir uma "troupe jazz" com músicos desta localidade, a qual alcançou grande prestígio e deu enorme alento às festividades que se realizavam neste Centro. Esta "troupe" era constituída por 12 elementos.
Cerca de 20 anos depois, a referida "troupe" deu lugar à constituição de um conjunto, já com instrumentos de som, que teve a sua duração até aos anos setenta.
Foi através dos conjuntos referidos que este centro alcançou grande popularidade nas localidades limítrofes.
Notava-se, então, grande necessidade de ocupação dos tempos livres dos jovens que frequentavam a colectividade, principalmente nos fins de semana.
Em 1978 a direcção então existente, formada pelos senhores Rogério Machado da Cruz e Joaquim Martins da Silva, teve a feliz iniciativa da organização de um rancho 

### Grupo Folclórico "Os Camponeses" de D. Maria
O Grupo Folclórico "Os Camponeses" de D. Maria nasceu por iniciativa de um grupo de jovens que se reuniam no café aos Domingos à tarde e tiveram a ideia de formar um grupo folclórico, na Aldeia de Dona Maria, Freguesia de Almargem do Bispo, Concelho de Sintra, Distrito de Lisboa.
Os Camponeses de D. Maria transportam consigo trajes do final do séc. XIX, princípio do séc. XX.
Ao longo destes anos passaram por várias fases, entre as quais por começar a ensaiar numa garagem emprestada, até chegar aos dias de hoje com sede própria.